# Der blaue Engel

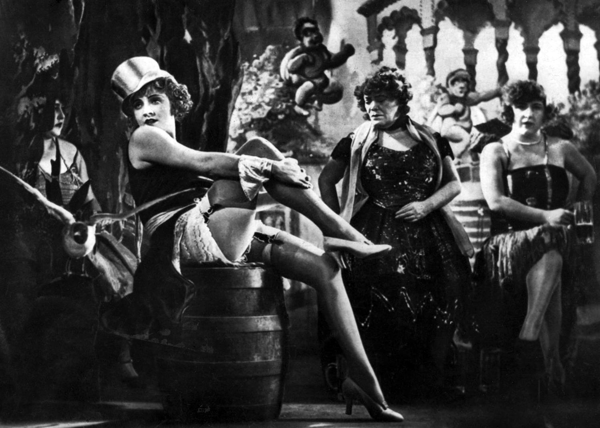
Marlene Dietrich in Der blaue Engel

Der blaue Engel ist eine deutsche Tragikomödie und einer der frühesten deutschen Tonfilme. Er entstand in den Jahren 1929–30 unter der Regie von Josef von Sternberg für die UFA. Das Drehbuch schrieben Carl Zuckmayer und Karl Gustav Vollmoeller sowie Robert Liebmann unter Mitwirkung des Autors nach dem Roman Professor Unrat von Heinrich Mann. Der Film zeigt Emil Jannings als Professor Immanuel Rath, einen älteren Lehrer, der sich in die von Marlene Dietrich gespielte Varietésängerin Lola Lola verliebt und daran zugrunde geht.
Die Uraufführung des Films fand am 1. April 1930 im Berliner Gloria-Palast statt. Die gleichzeitig mit denselben Schauspielern entstandene englische Fassung The Blue Angel wurde am 4. Juli in London uraufgeführt.

## Handlung
Immanuel Rath ist Gymnasialprofessor in einer deutschen Kleinstadt – ein pedantischer und verschrobener Mann, der unter seinen Schülern und stadtweit nur Unrat genannt wird. Eines Tages entdeckt er während des Unterrichts bei einem seiner Schüler eine Fotokarte einer Tingeltangel-Sängerin, die im Hafen-Varieté „Der blaue Engel“ ein Gastspiel gibt. Rath wittert sofort Unzucht und macht sich – aus rein pädagogischen Gründen, wie er sich selbst einzureden versucht – auf den Weg, um das verrufene Lokal in Augenschein zu nehmen.
Lola Lola – so der Künstlername der Sängerin – ist mit Umziehen beschäftigt, als der Lehrer sie zur Rede stellt. Rath kann – zu seinem eigenen Erstaunen – die Augen nicht von der lasziven, aber gewöhnlichen Schönheit abwenden. Ein Dessous, das der völlig verwirrte Professor zu Hause in seiner Manteltasche findet, gibt ihm einen Grund, Lola wieder aufzusuchen. Er verfolgt eine ihrer Gesangsnummern, verbringt die Nacht mit ihr – und ist ihrem dubiosen Charme so sehr verfallen, dass er den Dienst quittiert, um sie zu heiraten.
Die Sängerin scheint ihrerseits nur an Raths Geld interessiert zu sein. Nachdem sein kleines Vermögen aufgebraucht ist, geht es mit der ohnehin merkwürdigen Verbindung bergab. Rath verkommt zusehends, bringt es aber nicht fertig, sich von seiner Frau zu trennen. Seine kurzen Proteste gegen seinen Verfall werden von Lola meist sofort erstickt. So resigniert Rath schließlich und lässt alles nur noch wortlos über sich ergehen. Allerdings verliert er darüber auch immer mehr den Verstand. Als die Truppe wieder in seiner Heimatstadt gastiert, wird Rath von der Sängerin und dem Zauberkünstler Kiepert zu einer entwürdigenden, aber wegen seiner örtlichen Bekanntheit hohe Zuschauerzahlen versprechenden Clownsnummer gezwungen. Während die ebenfalls anwesenden Gymnasiallehrer über die Vorführung ihres ehemaligen Kollegen empört sind, ist der überwiegende Rest der Menge von Raths tragikomischem Auftritt begeistert. Unterdessen beobachtet Rath, wie Lola mit dem Artisten Mazeppa anbändelt. Wutentbrannt und tobsüchtig versucht er daraufhin, Lola, die sich keiner Schuld bewusst ist, zu erwürgen, jedoch halten ihn die weiteren Artisten zurück und Mazeppa steckt ihn sogar in eine Zwangsjacke. Kiepert bedauert nach diesem Ereignis, dass Rath seine gesellschaftliche Stellung für Lola aufgegeben hat und derart heruntergekommen ist.
Nachdem Rath kurz darauf seiner Fesseln befreit ist, entfernt er sich während eines Auftritts von Lola heimlich aus dem „Blauen Engel“. Es zieht ihn noch einmal zu seiner ehemaligen Schule in sein Klassenzimmer, in dem er schließlich festgekrallt am Katheder stirbt.

## Produktion

### Vorarbeiten, Kosten, Erfolg
Am Anfang des Films stand eine Idee des Ufa-Produzenten Erich Pommer und des Schauspielers Emil Jannings. Sie hatten sich vorgenommen, einen großen, beeindruckenden Film zu schaffen, der weltweit Aufsehen erregen sollte. Nachdem Fritz Langs Monumentalfilm Metropolis von 1927 zum finanziellen Desaster geraten war, befand sich die Ufa in Schwierigkeiten. Man brauchte ein prestigeträchtiges Projekt. Jannings war im Mai 1929, nachdem er fast drei Jahre in den USA verbracht hatte, zurückgekehrt und drängte darauf, Josef von Sternberg, mit dem er in den Vereinigten Staaten so erfolgreich zusammengearbeitet hatte, als Regisseur einzusetzen, da er seinen ersten Tonfilm unbedingt mit diesem drehen wollte. Als dieser im August 1929 in Berlin eintraf, war das ein Ereignis, auch weil die Ufa erfolgreich die Werbetrommel gerührt hatte.
Der Dramatiker Carl Zuckmayer war von der Ufa bereits als Drehbuchschreiber angekündigt worden, obwohl noch nicht klar war, welcher Stoff verfilmt werden sollte. An dem vorgeschlagenen Filmstoff über Rasputin war Sternberg jedoch nicht interessiert. Irgendwann kristallisierte sich heraus, dass es ein Stoff von Heinrich Mann sein sollte. Man einigte sich dann auf dessen 1905 erschienenen Roman Professor Unrat, einen Roman, der „eine einzige Attacke gegen das korrupte und heuchlerische deutsche Kleinbürgertum“ war. Als der Film in Planung war, waren die Zeiten in Deutschland schlecht: Wirtschaftskrise und hohe Arbeitslosigkeit sowie politischer Extremismus von rechts und links kündigten den Untergang der Weimarer Republik an. Doch befand sich die Ufa bereits 1927 „fest in deutschnationaler Hand“. Sie gehörte der Scherl-Gruppe an, „an deren Spitze der Pressezar Alfred Hugenberg, ein erzkonservativer deutschnationaler Industrieller und erklärter Feind der Republik, stand“, dem der Stoff nicht sonderlich zusagte. Da der Einfluss bestimmter Gruppen auf die Ufa noch nicht gegeben war, konnten der jüdische Produzent Erich Pommer, ein jüdischer Regisseur sowie ein jüdischer Komponist und jüdische Schauspieler wie beispielsweise Kurt Gerron verpflichtet werden, und man konnte den Stoff eines bekennenden Republikaners, Heinrich Manns, durchsetzen. Um ein künstlerisches Werk zu schaffen, das gleichzeitig aufgrund der prekären Situation der Ufa erfolgreich sein sollte, benötigte man die erste Garde für diesen Film, „ob jüdisch oder nicht“. Das war der Grund, dass die Ufa-Direktion trotz politischer Bedenken Zustimmung für die gegebene Konstellation signalisierte. Der Stoff bot neben einer dramatischen Story eine für Emil Jannings maßgeschneiderte Rolle im halbseidenen Milieu des Tingeltangels, denn schon damals wusste man, Sex bringt die Besucher ins Kino.
Sternberg galt als kompliziert und war bei seinen Kollegen nicht sehr beliebt. Seine dominante Persönlichkeit gepaart mit seinem Drang nach Unabhängigkeit brachten ihm immer wieder Ärger mit den Produzenten ein. Der Roman wurde zu einem Filmstoff umgearbeitet, der mit Heinrich Manns Vorlage nur noch wenig zu tun hatte.
Dass Emil Jannings die männliche Hauptrolle spielen sollte, stand fest; wer die Lola Lola spielen sollte, war strittig. Trude Hesterberg, mit der Mann befreundet war und die ihn um die Freigabe seines Romans zur Verfilmung gebeten hatte, da sie sich für die Rolle der Rosa Fröhlich interessierte, Lucie Mannheim und Brigitte Helm kamen in die engere Wahl, entsprachen jedoch nicht Sternbergs Vorstellungen. Der Regisseur meinte, keine verfüge über das „Ewig-Weibliche“, das er suche. Anders Maly Delschaft, die jedoch nicht zu erreichen war. Als Sternberg einen Besetzungskatalog durchblätterte, stieß er auf das Bild eines Fräulein Dietrich. Als er seinem Assistenten das Bild zeigte, meinte dieser, der Popo sei nicht schlecht, aber brauche man nicht auch ein Gesicht? Sternberg sah sich sodann die Revue Zwei Krawatten an, in der Hans Albers spielte, der für die Rolle des Mazeppa vorgesehen war und Sternbergs Zustimmung fand. Sein Blick fiel auf eine junge Frau, „die zwar nicht besonders schlank war, sich aber vollendet zu bewegen wusste“; er war von ihr fasziniert und sicher, in Marlene seinen Star gefunden zu haben.
Als er Dietrich die Rolle anbot, hatte sie Zweifel. Sie meinte, sie sei nicht wirklich fotogen und besitze auch kein Talent für den Film, zudem traue sie sich die Rolle nicht zu. Sternberg ließ jedoch nicht locker. Sie erschien zwar zum mit dem Regisseur vereinbarten Termin, ließ aber durchblicken, dass ihr bei der Rolle nicht ganz wohl sei: „Ein Fräulein von Losch in dieser Nuttenrolle – ihre Familie würde nicht erfreut darüber sein.“ Sie warnte Sternberg erneut, sie sei in Filmen schrecklich mit ihrer „Entennase“. Sternbergs geniale Idee war es, sie von diesem „Entennasentrauma“ zu befreien, indem er ihr einen dunklen Schminkstrich auf dem Nasenrücken verordnete. Sternbergs Vorstellung vom weiblichen Urbild sah er in Dietrich bestätigt. Er war von seiner Wahl restlos überzeugt und brachte Dietrich dazu, einen Vertrag zu unterschreiben. Weder Pommer noch Jannings waren von Marlenes Mitwirkung begeistert. Sternberg war fest entschlossen, Marlene Dietrich einen Hollywood-Vertrag zu verschaffen, denn für ihn stand es fest, die Entdeckung seines Lebens gemacht zu haben.
Trotz der wirtschaftlich angespannten Lage sparte man bei diesem Prestigeprojekt nicht. Mit zwei Millionen Reichsmark wurde der Film zur teuersten Pommer-Produktion der Ufa. Emil Jannings’ Gage von 200.000 Reichsmark stellte seinerzeit eine Rekordgage dar, wohingegen sich Marlene Dietrich mit 25.000 Reichsmark zufriedengeben musste, da sie zu diesem Zeitpunkt noch kein Star war. Regisseur Josef von Sternberg bekam 40.000 Reichsmark, Heinrich Mann für die Filmrechte an seinem Roman 25.000 Reichsmark plus weiterer 10.000 Reichsmark nach der US-Premiere der englischen Fassung am 5. Dezember 1930 in New York.
Die Höhe des Produktionsetats war nicht allein den Spitzenhonoraren geschuldet. Tonfilme bedeuteten seinerzeit einen vermehrten technischen Aufwand und somit auch höhere Kosten. „Gedreht wurde der Film im sogenannten Ton-Kreuz, das erst im September auf dem Ufa-Filmgelände in Neubabelsberg fertiggestellt worden war: Dabei handelte es sich um einen kreuzförmig angelegten Bau, der wegen seiner Schalldämmung wie ein Bunker wirkte und vier modern ausgestattete Tonfilmateliers beherbergte.“ Die Drehzeit von fast drei Monaten war für damalige Verhältnisse überaus lang. Nachdem der Film im Kino angelaufen war, war jedoch schnell klar, dass der Aufwand sich gelohnt hatte, denn Der blaue Engel wurde zu dem Erfolg beim Publikum, den man sich erhofft hatte.

### Dreharbeiten, Produktionsnotizen
Die Dreharbeiten fanden im Zeitraum 4. November 1929 bis 22. Januar 1930 in den Ufa-Ateliers in Neubabelsberg, dem heutigen Studio Babelsberg in Potsdam, statt.
Die Zusammenarbeit von Sternberg und Marlene Dietrich gestaltete sich sehr eng, wobei spürbar war, dass Dietrich unbegrenztes Vertrauen und Hochachtung für Sternbergs künstlerische Fähigkeiten hegte und sich im Glauben an seine Kreativität vollständig seinem Willen unterwarf. Jannings wiederum war über die Entwicklung nicht sehr glücklich, schließlich handelte es sich um seinen ersten Tonfilm, aber die erste Geige schien Marlene Dietrich zu spielen. Er litt darunter, dass der Dietrich ein ungewohntes Maß an Aufmerksamkeit geschenkt wurde. Zu den Dreharbeiten gesellte sich auch Heinrich Mann, der verstimmt war, dass seine Freundin Trude Hesterberg die Rolle der Lola nicht bekommen hatte. Als Jannings sich einige abgedrehte Filmszenen mit dem Autor anschaute und Mann lobheischend anschaute, meinte dieser: „Herr Jannings, den Erfolg dieses Films werden in erster Linie die nackten Oberschenkel der Frau Dietrich machen!“ Jannings soll sehr wütend über diese Aussage gewesen sein.
Für die Bauten waren Otto Hunte und Emil Hasler, für den Ton Fritz Thiery verantwortlich. Die Rolle der Femme fatale ermöglichte Dietrich den Start zu einer weltweiten Karriere. Der Film wurde mit denselben Schauspielern in einer deutschen und einer englischen Version gedreht. Er ist einer der wenigen Welterfolge des deutschen Tonfilms. Marlene Dietrich war 1936 „der einzige deutsche Weltstar im Filmgeschäft“. Die Nationalsozialisten hätten sie gern aus Hollywood zurückgeholt, aber auch noch so „verführerische Angebote“ lehnte die Dietrich „kategorisch ab. Sie verabscheute die Nazis.“
Durch die Beteiligung der Weintraubs Syncopators handelt es sich um den ersten Spielfilm aus Deutschland, in dem eine Jazzband zu hören und zu sehen ist. Diverse Szenen im Film, wie z. B. die Englischstunde, Pausen- und Unterrichtssituationen und der Kulissenaufbau des Klassenzimmers, fanden später in sehr ähnlicher Form Verwendung im populären Spielfilm Die Feuerzangenbowle von 1944.

### Soundtrack
In diesem Film singt Marlene Dietrich ihr berühmtes Lied
- Ich bin von Kopf bis Fuß auf Liebe eingestellt von Friedrich Hollaender

sowie die folgenden Lieder von Hollaender:
- Ich bin die fesche Lola
- Nimm dich in Acht vor blonden Frau’n
- Kinder, heut’ abend, da such’ ich mir was aus

Des Weiteren erklingt mehrfach
- Üb’ immer Treu’ und Redlichkeit (zur Melodie der Arie Ein Mädchen oder Weibchen wünscht Papageno sich! aus Mozarts  Zauberflöte) als Aufnahme des Glockenspiels der Potsdamer Garnisonkirche sowie als Orchesterversion[5]

De Agostini schrieb, dass zum „sensationellen Erfolg des Films“ auch die „Lieder“ beigetragen hätten, „mit denen Lola das vorwiegend männliche Publikum im Blauen Engel außer Rand und Band“ gebracht habe. Deren Komponist, Friedrich Hollaender, zählte nach seiner Flucht vor dem Nazi-Regime in die USA zu den beliebtesten und meistbeschäftigten Filmkomponisten Hollywoods.

### Veröffentlichung
Der Blaue Engel feierte am 1. April 1930 in Berlin seine Uraufführung. Das im Film von Dietrich gesungene Lied „Ich bin von Kopf bis Fuß auf Liebe eingestellt“ (englisch “Falling in love again”) wurde ein Welthit. In Ungarn wurde der Film am 19. April 1930 veröffentlicht, in Wien am 22. April 1930, in Paris am 22. Juli 1930, in Dänemark am 18. August 1930, in Slowenien am 10. September 1930, in Kroatien am 26. September 1930, in Prag sowie in Schweden im November 1930, in den Vereinigten Staaten am 5. Dezember 1930, in Spanien (Barcelona) im Dezember 1930. Im Jahr 1931 erfolgte eine Veröffentlichung im Vereinigten Königreich, in Italien, Portugal, Argentinien, Japan und Mexiko, und 1952 lief der Film in Finnland. Im April 2008 gab es eine Wiederveröffentlichung in Polen und 2011 in Griechenland. Am 19. Januar 2009 wurde der Film auf dem Berlin & Beyond Film Festival in San Francisco den USA vorgestellt, am 11. November 2014 auf dem Leeds International Film Festival und im Februar 2016 beim Greek Film Archive.
Der Film erfuhr zudem eine Veröffentlichung in Brasilien, Bulgarien, der Tschechoslowakei, Norwegen, Serbien, der Sowjetunion und Jugoslawien.
Der deutsche Arbeitstitel lautete Professor Unrat, der englische Titel lautet The Blue Angel.
Der Film wurde unter anderem am 14. September 2018 von der Universum Film GmbH auf DVD herausgegeben. Enthalten ist er zudem mit drei weiteren Filmen in der Filmsammlung „Deutsche Filmklassiker Weimarer Kino 1920–1931“, Anbieter: Universum Film GmbH, erschienen: 4. Dezember 2015. Bei De Agostini ist Der blaue Engel Bestandteil der Filmreihe „Die großen deutschen Film-Klassiker“. Die DVD erschien als Nummer 3 der Reihe zusammen mit einem 16-seitigen Heft, das Informationen und Bilder zum und über den Film und dessen Stars enthält.

## Unterschiede zum Roman
Heinrich Mann lieferte mit Professor Unrat oder Das Ende eines Tyrannen von 1905 die Romanvorlage zum Film. Mit diesem Roman hatte er eine Satire über das deutsche Bürgertum der Jahrhundertwende und ihre Schwächen und Fehler geschrieben. Nachdem Mann einer Verfilmung zugestimmt hatte, bejahte er auch die Änderungen, die von Sternberg an der Romanvorlage vornahm. Zudem wurden Bedenken gegenüber der Vorlage Manns im Vorstand der Ufa schon früh angesprochen, sodass alle Beteiligten von Anfang an auf politische Korrektheit der Drehbuchvorlage achteten.
Die Romanvorlage und der letztlich produzierte Film weichen sehr voneinander ab. Lediglich der erste Teil bis zur Hochzeit mit Lola – die im Roman Rosa Fröhlich heißt – ist gleich. Die Aussagen des Romans werden aber im weiteren Verlauf des Films ins Gegenteil verkehrt. Im Film verstößt der Professor unfreiwillig gegen die Regeln der Gesellschaft und zerbricht schließlich an ihren Gegebenheiten. Im Roman ist seine Entwicklung nach der Entlassung aus dem Schuldienst dagegen anders. Hier macht er sich Gedanken über die gesellschaftliche Funktion von Sitte und Moral. Der Professor selbst verändert sich aus eigenem Willen heraus. Während er sich sein Leben lang den Tugenden unterworfen hat und seine eigenen Aggressionen darüber in Form von strenger und autoritärer Herrschaft gegenüber seinen Schülern ausgelebt hat, wird er im Roman Anarchist. Nach der Entlassung aus dem Schuldienst bleibt er in der Stadt und greift die bürgerliche Ordnung an. Er gibt in seiner Villa Partys mit Glücksspielen und macht andere unsittliche Angebote. Die Stützen der Gesellschaft folgen seiner Einladung und fangen an, Korruption zu betreiben, nehmen am Glücksspiel teil und verhalten sich nicht ihrem jeweiligen Stand entsprechend. Der Professor genießt das Chaos, das er hervorgerufen hat. Im Film ist von der ursprünglich anarchistischen Tendenz des Textes nichts mehr enthalten. Er wirkt dagegen systemstabilisierend. Die unstandesgemäße Heirat mit Lola passt nicht in die bürgerliche Ordnung des dem Bildungsbürgertum angehörigen Professors. Letztlich führt sie zum Tod des Abweichlers. Die ursprüngliche Ordnung der Gesellschaft kommt somit nicht ins Wanken. Der Film zeigt ein Einzelschicksal statt der Gesellschaftssatire, die Mann geschrieben hat.
Mann selbst äußerte sich später widersprüchlich zu der Verfilmung. So sprach er 1930 davon, dass es wohl nicht möglich sei, alle Seiten eines Romans in einen Film zu integrieren, während er 1931 bemerkte, dass der Tod des Professors falsch und der ursprüngliche Komödienschluss das richtige Ende gewesen sei.

## Rezeption

### Kritik

#### Zeitgenössische Bewertungen
Die zeitgenössische Kritik richtete sich nicht nur gegen die Veränderung der Romanvorlage, sondern auch gegen Mann selbst als denjenigen, der dieser Art der Verfilmung zugestimmt hatte. So spricht die damalige Kritik der Weltbühne von einem „christlich-germanischen Triumph über den Dichter Heinrich Mann“ und dass „aus einer funkelnden Satire die sentimentale Katastrophe einer gutbürgerlichen Existenz“ werde.
Auch der Kritiker Hans Wollenberg schrieb am 2. April 1930 in der Lichtbild-Bühne, dass „der Uraufführung eine Polemik in der Tagespresse vorausgegangen“ sei, ob Der blaue Engel (frei nach Heinrich Manns Professor Unrat) „mit oder gegen Heinrich Mann verfilmt“ worden sei. Wollenberg kam zu dem Ergebnis, die Verfilmung sei „weder mit noch gegen, sondern – ohne den ‚Professor Unrat‘“ erfolgt. Nur „motivische Äußerlichkeiten“ seien „geblieben“. Man habe „die psychologischen Grundlagen, auf denen Heinrich Manns Roman“ sich aufbaue und „dessen Wesentlichstes“ sie seien, „radikal verlassen“. Der von Heinrich Mann seinem Roman gegebene Untertitel Das Ende eines Tyrannen, mit dem er die Geschichte „thematisch plakatiert“ habe, sei im Blauen Engel „nicht mehr da“. Der „‚Unrat‘ des Films“ sei „nicht der Dämon des Romans …“ Allerdings sei „sein Abstieg, sein Fall im Film ungleich tiefer“, werde „mit gröberen Mitteln gezeigt“ und in „grellere, dicker aufgetragene Farben getaucht“. Und „so erschütternd dieser Fall“ sei, „so ergreifend er in dem großartigen Spiel Emil Jannings und in dem Kontrast zur Dietrich und Gerron herausgearbeitet“ werde, so zeige doch „der dramatische Nexus des Films im Gegensatz zu dem Roman einen deutlichen Knacks und trotz blendender äußerer Mittel nicht die innere Tragik jenes ‚Unrat‘-Schicksals, das Heinrich Mann gedichtet“ habe.
Der Journalist und Filmtheoretiker Siegfried Kracauer konnte der Verfilmung des Romans nichts abgewinnen. Er sprach von einer „Ausstaffierung“, die „eine Staffage“ sei, von „leerem Schaugepränge“, das „typisch für die heutige Öffentlichkeit“ sei. Es habe seinen „verborgenen Grund, daß sich nichts“ dahinter verberge. Der „in der Presse bejubelte Film ‚Der blaue Engel‘“ sei „ein Musterbeispiel der gemeinten Substanzlosigkeit“.
Als der Film in den Vereinigten Staaten anlief, erlebte er „unglaubliche Siegeszüge“. Die amerikanischen Zeitungen waren voll mit Fotos von Marlene Dietrich und enthusiastischen Kritiken.

#### Spätere Bewertungen
Der Film gilt noch heute „als Meilenstein der Filmgeschichte“. Marlene Dietrich wurde „zum internationalen Star und ‚Der blaue Engel‘ zu dem Film, mit dem man sie immer identifizieren wird“. „Emil Jannings spielt den Niedergang des Professors mit großer Geste. Noch ganz der Theatralik des Stummfilmdramas verhaftet, gerät ihm die Hauptfigur des Films beinahe zur Karikatur.“
Der Kritiker Roger Ebert schrieb, Der blaue Engel werde immer einen Platz in der Filmgeschichte haben als der Film, der Marlene Dietrich international bekannt gemacht habe, auch wenn er bei seiner Entstehung 1929 als Vehikel für den deutschen Schauspieler Emil Jannings gesehen worden sei, der gerade den ersten Oscar als bester männlicher Schauspieler bekommen habe. Was immer auch die Sprache des Films sei, er fühle sich eher wie ein Stummfilm an. Jannings habe sich auf Rollen spezialisiert, in denen er gedemütigt werde. Sein Auftritt in The Blue Angel sei sonderbar. Zwar schlage The Blue Angel den Weg zu einem vorherbestimmten Abschluss ein, faszinierend sei aber der Blick hinter die Bühne im heruntergekommenen deutschen Nachkriegs-Varieté und Dietrichs Performance, die über allem zu schweben scheine. Die endgültige Erniedrigung des Professors sei qualvoll und langwierig und ein Beispiel dafür, wie deutsche Filme ihre Gesellschaft widerspiegelten, indem sie Intellektuelle demütigen und das Physische glorifizierten. In der merkwürdigen Beziehung von Professor Rath und Lola Lola könne man den Sadomasochismus der Naziposition erkennen.

„Erschütternde Charakterstudie von Emil Jannings und Ausgangspunkt für Marlene Dietrichs Weltkarriere als Vamp in Sternbergs kongenialer, wenn auch literarisch nicht exakter Verfilmung von Heinrich Manns Novelle ‚Professor Unrat‘.“

„Von Sternbergs Verfilmung der Tragödie des weltfremden Gymnasiallehrers Rath, den die Leidenschaft für die billige Tänzerin Lola zugrunde richtet, ist ohne Zweifel kongenial, wenn auch nicht ganz exakt nach der Novelle von Mann“

„Die Verfilmung […] besticht immer noch in den schauspielerischen Leistungen und der ehrlichen und wirkungsvollen Bildsprache. Ab 16 auf jeden Fall zu empfehlen.“

### Auszeichnung
Der Film erhielt 1930 die Auszeichnung „Prädikat: künstlerisch“.

### Sonstiges
Carl Zuckmayers Nachlass liegt im Deutschen Literaturarchiv Marbach. Das Drehbuch von Der blaue Engel ist dort im Literaturmuseum der Moderne in der Dauerausstellung zu sehen. Auch in der Literatur hat der Film seine Spuren hinterlassen. So behandelt der niederländische Roman In de schaduw van Marlene Dietrich. Berlijnse thriller (Im Schatten von Marlene Dietrich, Aspekt, Soesterberg 2014) von Marianne Vogel die Vorgeschichte und die Rezeption des Films sowie die Rolle Marlene Dietrichs.

### Weitere Verfilmung
1959 entstand mit Der Blaue Engel ein gleichnamiges Remake unter der Regie von Edward Dmytryk bei der 20th Century Fox in Hollywood. In den Hauptrollen waren die schwedische Schauspielerin May Britt als Lola Lola sowie Curd Jürgens als Professor Rath zu sehen.